# Raphaël (maison de couture)
Pour les articles homonymes, voir Raphaël (homonymie).
Raphaël est une maison de couture parisienne créée par Rafael Lopez Cebrian, le fils d'un tailleur madrilène. 
La maison de couture s'installe en 1924 au 26 rue du Faubourg-Saint-Honoré à Paris, puis 161 rue du Faubourg-Saint-Honoré dans les années 1930 avant d'emménager 3 avenue George-V en avril 1939. La maison cesse ses activités à la fin des années 1950. Hubert de Givenchy installe sa maison de couture en lieux et place de celle de Rafael Lopez en 1959,. 